# Gemeindeverwaltungsverband Salem
Der Gemeindeverwaltungsverband Salem ist ein freiwilliger Zusammenschluss der Gemeinden Salem, Heiligenberg und Frickingen im baden-württembergischen Bodenseekreis in Deutschland.
Der Gemeindeverwaltungsverband ist eine Körperschaft des öffentlichen Rechts. Die drei Mitgliedsgemeinden behalten jedoch ihre rechtliche Selbstständigkeit. Sie haben dem Verband zur Einsparung von Verwaltungskosten gewisse Aufgaben wie zum Beispiel das Bau-, das Gaststätten- oder das Gewerberecht übertragen.
Die Geschäftsstelle des Gemeindeverwaltungsverbands befindet sich im Salemer Ortsteil Neufrach.